# Magnificação trófica

A magnificação trófica é um processo que faz com que o acúmulo de uma substância (representado por cruzes) aumente em níveis mais elevados da cadeia alimentar.

Magnificação trófica é um fenômeno que ocorre quando há acúmulo progressivamente maior de uma substância tóxica de um nível trófico para outro ao longo da cadeia alimentar por causa da redução da biomassa. Desse modo os consumidores apresentam maior concentração dos produtos tóxicos que os produtores.
Um bom exemplo deste fenômeno presente na cadeia alimentar é a magnificação de um composto químico denominado BHC (Benzeno Hexa Clorado), uma substância que fora bastante utilizada como inseticida. Por ser uma molécula apolar, esta ao ser ingerida pelos consumidores secundários, causa a acumulação deste produto no tecido adiposo destes animais, pelo fato de também serem apolares. Com isto, ocorre o efeito acumulativo, além desta substância ser responsável por inibir a produção da enzima anidrase, responsável pela calcificação dos ovos, causando grandes interferências e desequilíbrios ambientais.
Portanto, biomagnificação trófica ou magnificação trófica, é o acúmulo progressivo ao longo da cadeia alimentar, de substâncias não biodegradáveis (como por exemplo o mercúrio, os inseticidas e os agrotóxicos). Vale ressaltar que quanto maior o nível trófico na cadeia alimentar, maior será a concentração da substância não biodegradável.